# Cagliostro
Giuseppe Giovanni Battista Vincenzo Pietro Antonio Matteo Franco Balsamo, meglio noto come Alessandro, conte di Cagliostro o più semplicemente Cagliostro (Palermo, 2 giugno 1743 – San Leo, 26 agosto 1795), è stato un avventuriero, alchimista ed esoterista italiano.
Dopo una vita errabonda nelle varie corti europee, fu condannato dalla Chiesa cattolica al carcere a vita per eresia e rinchiuso nella fortezza di San Leo, dove morì.

## Biografia

### Origini
Giuseppe Balsamo nacque a Palermo, nel Regno di Sicilia, il 2 giugno del 1743, figlio di Pietro Balsamo, un venditore di stoffe, e di Felicita Bracconieri. Fu battezzato l'8 giugno del medesimo anno con i nomi di Giuseppe, Giovanni Battista, Vincenzo, Pietro, Antonio e Matteo.
Il padre morì poco tempo dopo la sua nascita e Giuseppe fu accolto nell'istituto per orfani di San Rocco dove compì i primi studi, seguito dalla cura degli Scolopi e da cui fuggì più volte, motivo per cui fu trasferito, nel 1756, al convento dei Fatebenefratelli di Caltagirone, dove avrebbe potuto imparare un mestiere. Nel convento, che era annesso all'Ospedale dello Spirito Santo, Giuseppe si interessò di erbe medicinali, delle loro proprietà e delle tisane utilizzate dalla medicina dell'epoca; una conoscenza che gli sarebbe tornata utile negli anni a venire.
Non è chiaro se dal convento sia scappato o se ne sia stato semplicemente dimesso; in ogni caso, tornato a Palermo, si recò poi a Messina, dove avrebbe conosciuto un certo Altotas, forse un greco-levantino, che Cagliostro indicò come suo primo maestro, con il quale avrebbe viaggiato in Egitto, a Rodi ed a Malta (dove l'avrebbe introdotto, nel 1766, nell'Ordine dei Cavalieri di Malta). Queste notizie furono fornite dallo stesso Cagliostro in un suo Memoriale del 1786, ma sulla figura dell'Altotas la storia non ha mai fatto alcuna luce. In Viaggio in Italia di Goethe si ha peraltro notizia del marito messinese della madrina di battesimo di Balsamo, chiamato Giuseppe Cagliostro.

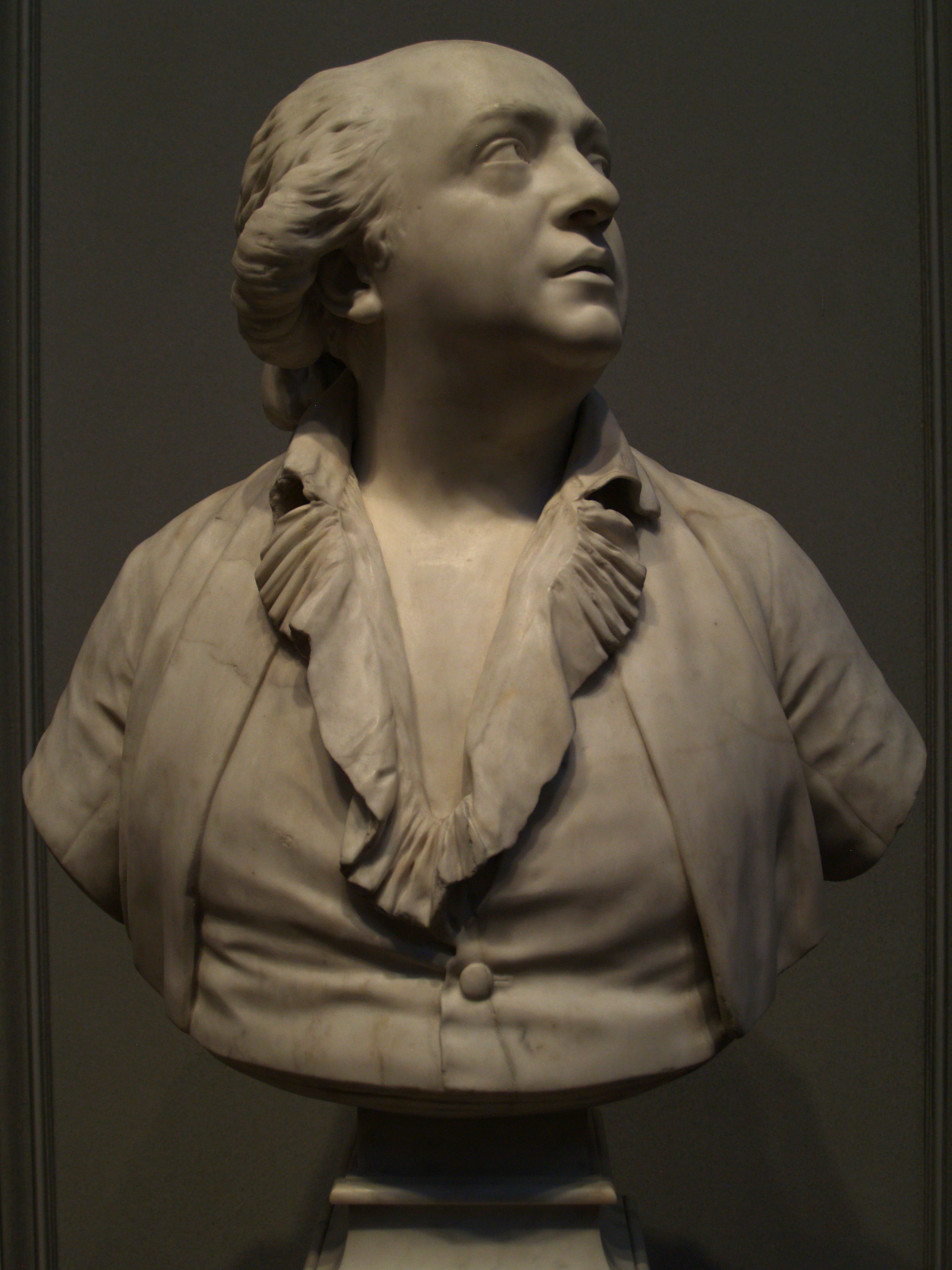
Cagliostro. Busto opera di Jean-Antoine Houdon presso: National Gallery of Art, Washington DC.

### Matrimonio

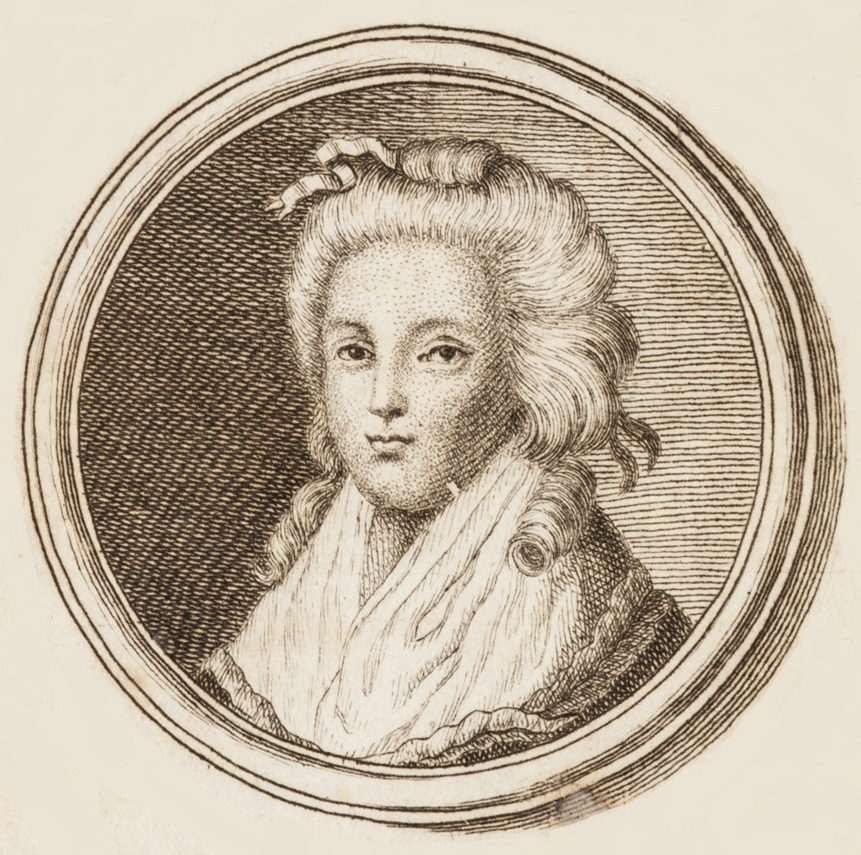
Lorenza Serafina Feliciani

Nel 1768 Giuseppe viene arrestato a Roma per una rissa nella Locanda del Sole, in piazza del Pantheon: dopo tre giorni, è rilasciato grazie all'intervento del cardinale Orsini, di cui aveva nel frattempo conosciuto il maggiordomo, don Antonio Ovis.
Sempre nel 1768, il 21 aprile, Giuseppe si sposò nella chiesa di San Salvatore in Campo con Lorenza Serafina Feliciani, nata l'8 aprile 1751, analfabeta, figlia di un fonditore di bronzo. Il certificato di matrimonio è tuttora conservato e attesta il nome di Giuseppe Balsamo figlio di Pietro, palermitano, ma non vi è traccia di alcun titolo nobiliare, né, in particolare, del nome Cagliostro.

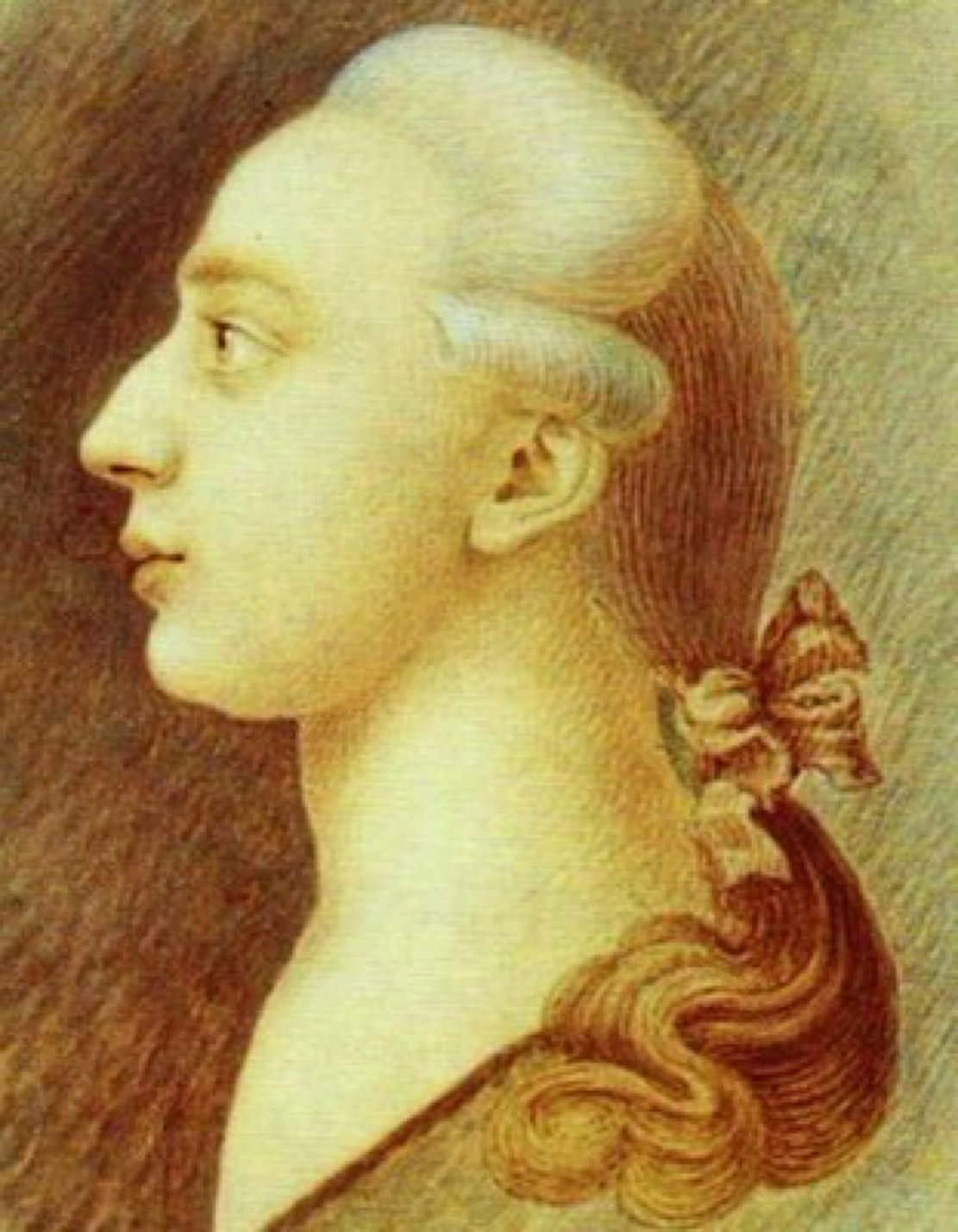
Giacomo Casanova

A Roma Giuseppe, discreto disegnatore, vive falsificando documenti, diplomi e sigilli, e millantando onorificenze fasulle, come il titolo di "Colonnello del Re di Prussia", in complicità con due conterranei, un sedicente marchese Alliata e un certo Ottavio Nicastro, che morirà impiccato per aver ucciso l'amante. Nicastro, insieme al suocero dello stesso Giuseppe, lo denuncia infine come falsario, obbligandolo a fuggire con la moglie e il restante complice a Bergamo. Nuovamente arrestati per l'attività di falsari, una volta rilasciati, si trasferiscono in Francia, prima ad Aix-en-Provence - dove conoscono Giacomo Casanova, che definisce Balsamo «un genio fannullone che preferisce una vita di vagabondo a un'esistenza laboriosa» - poi ad Antibes, dove, con i proventi della prostituzione di Lorenza, si procurano il denaro per raggiungere Barcellona nel 1769.
Qui Giuseppe spinge la moglie a continuare la sua attività di cortigiana per attirare ricchi clienti: insieme a uno di questi, un tale marchese di Fontanar, raggiungono alla fine dell'anno Madrid. Mantenuti nel palazzo del marchese, cercano intanto di guadagnare l'amicizia di influenti personalità della capitale spagnola. Cacciati alla fine di casa, nel 1770 si trasferiscono a Lisbona, dove Lorenza diviene l'amante del banchiere Anselmo La Cruz.
L'anno dopo si trasferiscono a Londra: qui Giuseppe intraprende per la prima volta un'attività onesta come disegnatore, ma senza successo. Perciò, con la complicità di un altro sedicente marchese, un siciliano di nome Vivona, organizza un ricatto ai danni di un quacchero che, sedotto da Lorenza, viene sorpreso in flagrante da Balsamo il quale, fingendosi scandalizzato per il tradimento della moglie, pretende una cospicua somma di denaro a titolo di risarcimento del suo onore. Il risarcimento viene però rubato da Vivona e Giuseppe, dichiarato insolvente, viene arrestato. Viene rilasciato grazie all'intercessione di Edward Hales, ricco londinese che, su supplica di Lorenza, paga i suoi debiti e lo assume come pittore, con l'incarico di affrescare la sua dimora, salvo licenziarlo quando si rende conto che non soltanto Giuseppe è un artista mediocre, ma ha anche, e soprattutto, violato sua figlia.
Giuseppe e Lorenza emigrano nuovamente: imbarcati il 15 settembre 1772 per la Francia, durante il viaggio conoscono l'avvocato francese Duplessis, amministratore dei beni della marchesa de Prie: una volta giunti a Parigi e alloggiati nel palazzo de Prie Lorenza diviene l'amante di Duplessis. Tuttavia questa volta il sentimento fra i due è sincero. Lorenza lascia Giuseppe e va ad abitare in un appartamento pagato dall'amante. In più denuncia Giuseppe per incitamento e sfruttamento della prostituzione, vendicandosi così di anni di maltrattamenti.
Giuseppe, in risposta, la denuncia per adulterio e abbandono del tetto coniugale e la legge lo supporta: Lorenza viene arrestata, rinchiusa a Sainte-Pelagie e, dopo quattro mesi, accetta di ritirare la denuncia e tornare dal marito in cambio del proprio rilascio.
La coppia continua a spostarsi in Belgio, Germania, Italia, Malta, Spagna. Infine, nel luglio 1776, i due tornano nuovamente a Londra.

### Attività esoteriche
Durante il secondo soggiorno londinese Giuseppe adottò il nome di Alessandro, Conte di Cagliostro, mentre Lorenza si rinominò Serafina, Contessa di Cagliostro. Continuò ad avere problemi con la legge a causa delle sue attività truffaldine, finché, il 12 aprile 1777 fu iniziato, con la moglie, in Massoneria nella loggia francofona "L'Espérance", che si riuniva in una taverna di Soho.

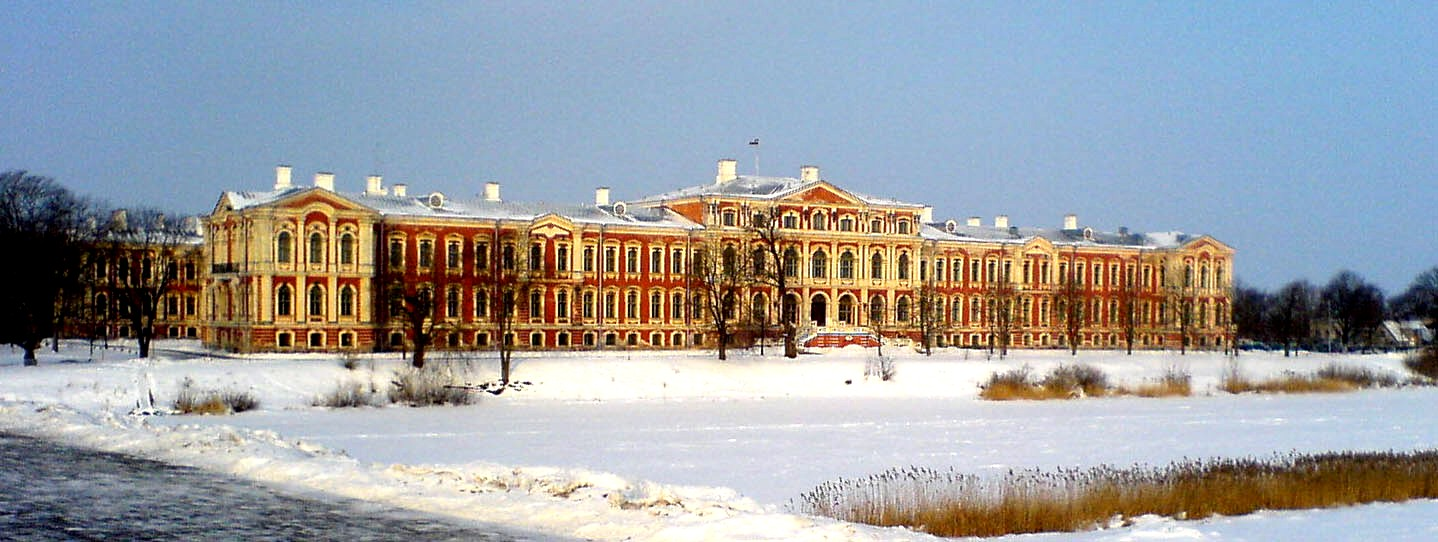
Il Castello di Jelgava, di Bartolomeo Rastrelli, 1738

Nei Paesi Bassi i due coniugi furono accolti a L'Aia nella loggia L'Indissoluble. Sembra che il suo lunghissimo discorso, in cui erano presenti parole in tutte le lingue europee, nessuna pronunciata correttamente, abbia avuto grande successo. Nel 1779 si recarono in Germania e poi in Curlandia, parte dell'attuale Lettonia, nella capitale Mitau, oggi Jelgava. Facendosi passare per un colonnello spagnolo, tenne riunioni in cui si spacciò per membro di una società esoterica, organizzata secondo cinque livelli di elevazione spirituale, e diede a credere di avere e di poter far avere visioni mediante l'idromanzia, di poter evocare spiriti, di essere un sapiente la cui conoscenza si trovava In verbis, in herbis, in lapidibus, "nelle parole, nelle erbe e nelle pietre", il motto della sua setta. Dichiarò di essere in grado di soddisfare, con un sortilegio, qualunque desiderio sessuale e di essere figlio di un angelo.
A San Pietroburgo fu diffidato dall'ambasciatore di Spagna a spacciarsi per spagnolo e un suo documento, con il quale voleva attestarsi come un Rosacroce, fu riconosciuto falso. Si presentava anche come taumaturgo e aveva l'accortezza di non farsi pagare dai poveri - solo dai ricchi - e se non otteneva nessuna guarigione, così da guadagnare in popolarità, fino all'ennesima denuncia. Nel maggio 1780 Cagliostro e Serafina giunsero a Varsavia, ospiti del principe Adam Pininsky, massone e appassionato di alchimia, convinto che Cagliostro fosse in grado di trasformare il piombo in oro: a questo scopo gli affiancò il confratello massone August Moszynsky negli esperimenti di laboratorio. Questi pubblicherà nel 1786 un libretto sulle esperienze alchemiche condivise, riferendo come Cagliostro ottenesse l'oro dal piombo semplicemente sostituendo il recipiente contenente il piombo con un altro eguale contenente l'oro.
Questo, e una nuova denuncia per molestie nel corso di una seduta spiritica lo costrinsero, il 26 giugno 1780, a una frettolosa partenza per la Francia. A Strasburgo, Cagliostro si finse medico: le ricette delle sue truffaldine tisane sono arrivate fino a oggi. Riuscì comunque a costruirsi una fama esaltando le sue millantate doti di guaritore e pubblicizzandosi come in grado di guarire qualsiasi malattia e risolvere qualunque problema.

### Rito Egizio

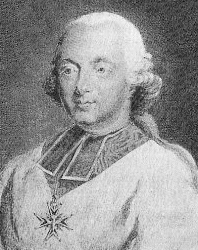
Il cardinale de Rohan

Sempre a Strasburgo Cagliostro conobbe e frequentò il cardinale Louis René Édouard de Rohan. Questi, creato cardinale il 1º giugno 1778 da Pio VI, era stato a lungo ambasciatore di Francia a Vienna, dove commise una grave gaffe diplomatica descrivendo l'imperatrice Maria Teresa d'Austria come un'insopportabile ipocrita in una lettera inviata al duca d'Aiguillon. Così, quando Luigi XVI e Maria Antonietta salirono sul trono francese, nel 1774, Rohan perdette il posto di ambasciatore.
Il cardinale, che passava buona parte dell'anno a Strasburgo, di cui era arcivescovo e principe, avendo saputo della presenza in città di Cagliostro, lo invitò a palazzo e ne fu conquistato. Appassionato di alchimia, credette di ravvisare in Cagliostro un maestro; ritenendolo un infallibile medico, lo condusse con sé a Parigi perché si prendesse cura del cugino, il maresciallo Charles de Rohan, il quale, comunque, guarì senza dover ricorrere alle sue medicine.
Alcuni anni dopo Cagliostro cercò di servirsi dell'influenza del cardinale per far legittimare dal papa, come ordine religioso, il proprio "Rito Egizio", una curiosa specie di Ordine massonico-religioso, a suo dire fondato a Bordeaux nel 1784.
A conclusione di un lungo tour che doveva portarlo in Inghilterra attraverso Napoli, Roma e la Costa Azzurra, giunto a Bordeaux l'8 novembre 1783, a maggio si ammalò e, forse in un delirio febbrile, come è scritto nel Compendio del suo processo, «si vide prendere per il collo da due persone, strascinare e trasportare in un profondo sotterraneo. Aperta quivi una porta, fu introdotto in un luogo delizioso come un Salone Regio, tutto illuminato, in cui si celebrava una gran festa da molte persone tutte vestite in abito talare, fra le quali riconobbe diversi de' suoi Figli Massonici già morti. Credette allora di aver finiti li guai di questo mondo e di trovarsi in Paradiso. Gli fu presentato un Abito talare bianco, ed una Spada, fabbricata come quella che suol rappresentarsi in mano dell'Angelo Sterminatore. Andò innanzi ed abbagliato da una gran luce, si prostrò e ringraziò l'Ente Supremo di averlo fatto pervenire alla felicità; ma sentì da un'incognita voce rispondersi: Questo è il presente che avrai; ti bisogna ancor travagliare molto; e qui terminò la Visione».
Dopo questa visione Cagliostro fondò la Massoneria di Rito Egizio. Si elesse Gran Cofto e creò la moglie - ora chiamata principessa Serafina e Regina di Saba - Gran Maestra del Rito d'adozione, cioè della Loggia riservata alle donne; fatta risalire l'origine di tale massoneria ai profeti biblici Enoch ed Elia, secondo una tradizione che vedeva nell'intervento di quei due profeti la premessa a un radicale mutamento della vita, con la successiva venuta di un "papa angelico" o dello stesso Cristo, Cagliostro sosteneva che scopo del Rito Egizio fosse la rigenerazione fisica e spirituale dell'uomo, il suo ritorno alla condizione precedente alla caduta provocata dal peccato originale, ottenuta, dal Gran Cofto e dai dodici Maestri che lo avrebbero assistito, con ottanta giorni di attività iniziatiche.
Per i nuovi aderenti i tempi per raggiungere la perfezione sarebbero stati molto più lunghi: solo al dodicesimo anno di appartenenza, sarebbero potuti diventare maestri e prendersi cura dei nuovi iniziati. Solo lui, il Gran Cofto, rimaneva depositario di un mysterium magnum, il cui contenuto è rimasto avvolto nel mistero.
Con questo programma e il prestanome di Conte Phoenix giungono il 20 ottobre 1784 a Lione, dove esistono numerose Logge massoniche; Cagliostro riesce a procurarsi fra di esse i dodici maestri che gli abbisognavano subito e, comprato un terreno nell'attuale avenue Morand, provvede a far costruire la sede della sua Loggia, "La sagesse triomphante". I lavori erano ancora in corso quando i due coniugi partirono per Parigi per tentare di ottenere il riconoscimento da parte della Chiesa cattolica.
Giunti a Parigi il 30 gennaio 1785, prendono un alloggio nel Palais Royal, di proprietà del duca Luigi Filippo II di Borbone-Orléans (1747-1793), Gran Maestro della Massoneria francese e futuro Filippo Egalité. Cagliostro fonda in fretta due Logge, una per gli uomini e l'altra per le donne, entrambe frequentate da aristocratici.
Rimase noto l'evento della "cena dei morti", da lui allestita nell'hotel della rue Saint Claude: Cagliostro invitò sei nobiluomini a unirsi a lui a una tavola apparecchiata per tredici, ove apparentemente si materializzarono gli spiriti di Voltaire, D'Alembert, Diderot, Montesquieu, il duca di Choiseul e l'abbate di Voisenon, che si intrattennero in conversazione con i commensali su temi d'attualità.

### Scandalo della collana

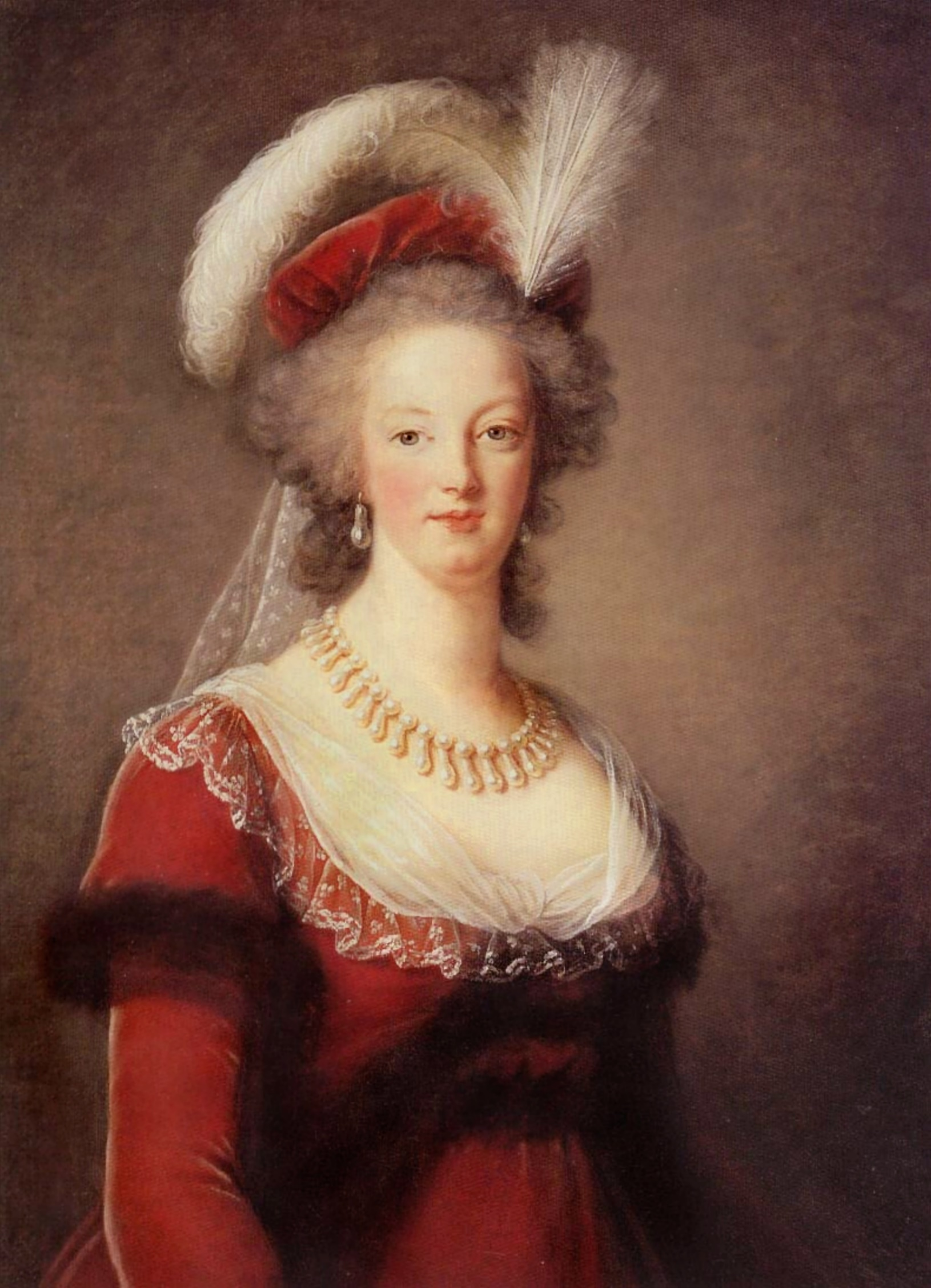
Maria Antonietta nel 1786

È in questo periodo che venne coinvolto nella vicenda nota come lo scandalo della collana: nel 1774 il gioielliere di corte Boehmer aveva realizzato una elaboratissima collana di diamanti, del valore di 1.600.000 livre - pari a circa 500 kg d'oro - e la offrì alla regina Maria Antonietta, che rifiutò l'acquisto. Due avventurieri, i millantatori conte e contessa De la Motte, organizzarono allora una truffa ai danni del cardinale de Rohan, facendogli credere che in realtà Maria Antonietta desiderasse acquistare la collana. Il cardinale era avversato dalla regina a causa della gaffe da lui commessa nei confronti di Maria Teresa d'Austria, sua madre, e si convinse che tramite la collana avrebbe potuto riconquistare l'amicizia di Maria Antonietta. La coppia convinse il cardinale a farsi garante presso il gioielliere per conto della regina.
La collana, consegnata dall'inconsapevole cardinale a un complice dei due, finì nelle mani del conte De la Motte, che cercò di venderla, smembrata, in Inghilterra, ma la truffa fu scoperta e i colpevoli arrestati: la contessa De la Motte, per attenuare le sue responsabilità, accusò Cagliostro di essere l'ideatore del raggiro. Cagliostro, arrestato con la moglie il 22 agosto 1785, fu incarcerato nella Bastiglia.
Fu difeso dai migliori avvocati di Parigi, uno dei quali lo aiutò a scrivere in francese la sua autobiografia, il Memoriale. Il 31 maggio 1786 il Parlamento di Parigi riconobbe l'innocenza della coppia, insieme con quella del cardinale, ma una lettre de cachet del re ordinò loro di lasciare Parigi entro otto giorni e la Francia entro venti; e così, il 19 giugno, Lorenza e Giuseppe si imbarcarono da Boulogne per Dover (Inghilterra).

### Declino

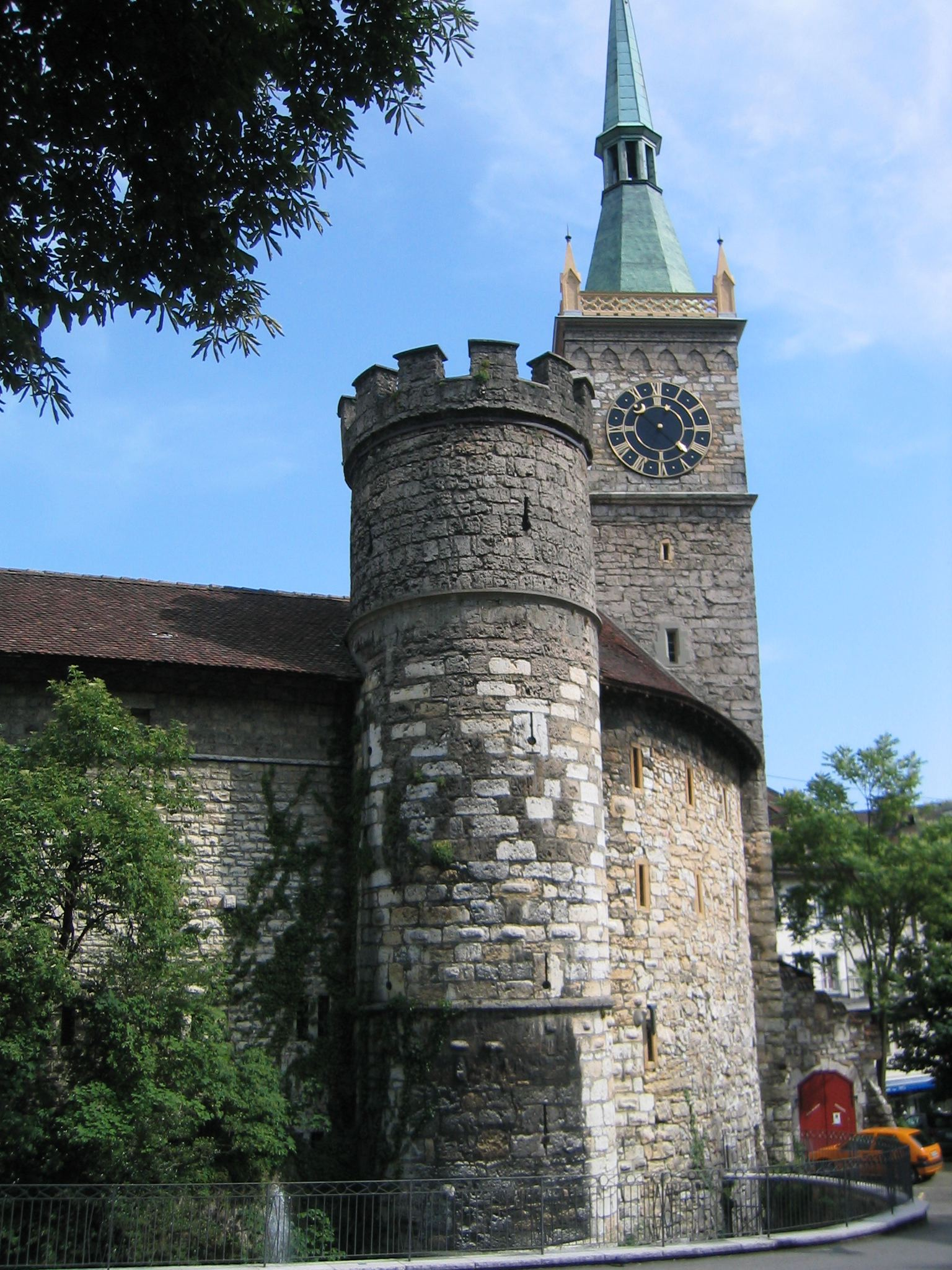
Il Castello di Bienne

Il primo novembre 1786, a Londra, Cagliostro fu ricevuto in visita nella Loggia "Antiquity", ma dovette affrontare la campagna scatenata contro di lui dal Courier de l'Europe, un giornale controllato dal governo francese, che espose il suo passato. Cagliostro, nel novembre 1786, rispose con la Lettera del conte di Cagliostro al popolo inglese per servire in seguito alle sue memorie in cui ammetteva: «Non sono conte, né marchese, né capitano. La mia vera qualifica è inferiore o superiore a quelle che mi sono state date? È ciò che forse un giorno il pubblico saprà! Intanto, non mi si può rimproverare d'aver fatto quel che fanno i viaggiatori che vogliono mantenere l'anonimato. Gli stessi motivi che mi hanno indotto ad attribuirmi vari titoli, mi hanno condotto a cambiare più volte il mio nome [...] Nessun registro di polizia, nessuna testimonianza, nessuna inchiesta della polizia della Bastiglia, nessun rapporto informativo, nessuna prova hanno potuto stabilire che io sia quel Balsamo! Nego di essere Balsamo!».
Non servì a riconquistare il favore e Cagliostro venne isolato: lasciata Londra per Hammersmith nel marzo del 1787, dava lezioni di alchimia, ma ormai la sua aura era sfumata: un suo allievo sostituì, a sua insaputa, il metallo che Cagliostro doveva "trasmutare" con del semplice tabacco e la trasmutazione si verificò lo stesso, svelando la truffa, mentre intanto i suoi collaboratori massoni di Lione lo rimproverarono di spendere per sé il denaro della Loggia.

### Testimonianza di Goethe su Balsamo
Nello stesso periodo in cui Balsamo era in Inghilterra, Goethe, nel suo lungo viaggio in Italia, il 2 aprile 1787 sbarcava a Palermo proveniente da Napoli; curioso di raccogliere notizie di prima mano sulle origini del famosissimo avventuriero, contattò il barone Antonio Vivona, rappresentante legale della Francia in Sicilia, dal quale prese visione dell'albero genealogico della famiglia Balsamo che dimostrava l'identità di Cagliostro e Giuseppe Balsamo. Questi aveva adottato il cognome da sposata della sua madrina di battesimo, sorella della nonna materna, coniugata con il messinese Giuseppe Cagliostro.
Goethe, che scrive di considerare Balsamo «un briccone» e le sue avventure delle «ciurmerie», volle rendere visita alla madre e alla sorella, spacciandosi per «un inglese che doveva portare ai familiari notizie di Cagliostro che, uscito dalla prigione della Bastiglia, si era rifugiato a Londra».

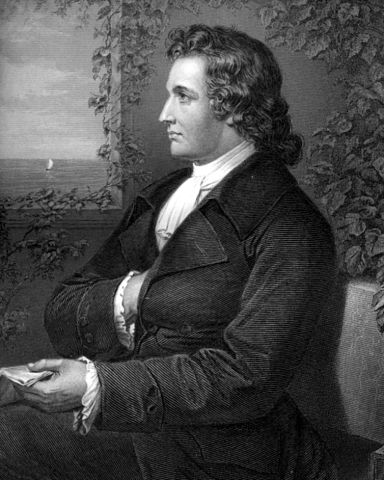
Johann Wolfgang von Goethe

Gli consegnarono una lettera per Balsamo e, nel congedarsi, la madre lo pregò di dire al figlioː «Quanto mi ha reso felice la nuova che mi avete recata di lui. Ditegli che lo serbo qui nel mio cuore (a questo punto ella tese le braccia e poi le strinse nuovamente al petto), che ogni giorno nelle mie preci, imploro Dio e la Vergine Santa per lui, ditegli che lo benedico, insieme alla sua sposa, e che desidero soltanto di poterlo rivedere ancora con questi occhi, prima della mia morte, con questi occhi che tante lacrime hanno versato per lui». Lo invitarono a tornare a Palermo per la festa di Santa Rosalia - «Prenderemo posto sul palco nel quale potremo meglio vedere. Come e godrà del grande carro e soprattutto della splendida illuminazione!» e, quando fu uscito, «corsero al balcone della cucina che dava sulla strada, mi chiamarono, facendomi cenni di affettuoso saluto».
Goethe non li rivide più ma mandò poi, di sua tasca, la somma richiesta dalla sorella, 14 once d'oro, e pubblicò un ritratto di Balsamo nell'opera Der Grosskophta.

### Ritorno in Italia
Il 5 aprile 1787, senza la moglie, raggiunse Bienne, in Svizzera. Mentre era ospite del banchiere Sarasin, Lorenza, rimasta a Londra per liquidare i beni lì posseduti, venne avvicinata dal giornalista del Courier de l'Europe, al quale raccontò i maltrattamenti subiti dal marito e della sua proibizione di farle professare la fede cattolica. Una volta raggiunto Cagliostro in Svizzera, Lorenza ritrattò tutto pubblicamente, ma lo riconfermò in una lettera spedita ai genitori, a Roma, lettera che verrà mostrata come prova a carico di Cagliostro durante il processo.
In Svizzera Balsamo litigò con uno degli ultimi amici rimastigli, il pittore Loutherbourg, che lo accusò di insidiargli la moglie. Continuò la sua attività di guaritore, ma senza più successo. Il 23 luglio 1788 parte con Lorenza per Aix-les-Bains: di qui andarono a Torino, ma ne vennero immediatamente espulsi. Si recarono quindi a Genova passando, in settembre, per Venezia, poi per Verona e di qui nei territori imperiali, soggiornando un mese a Rovereto per poi raggiungere la città di Trento il 21 novembre.
A Trento Balsamo fu ben accolto dallo stesso principe-vescovo, Pietro Vigilio Thun, a cui mostrò di essere un fervente cattolico. Giustificò la sua appartenenza alla Massoneria spiegando di non averla mai considerata contraria alla fede religiosa e si dichiarò pronto ad andare a Roma, purché munito di salvacondotto. Il vescovo di Trento si premurò di scrivere alla Curia romana una lettera. Nella missiva, datata 25 marzo 1789 e indirizzata al cardinale Ignazio Boncompagni Ludovisi, il vescovo sostenne che Cagliostro si fosse ravveduto e che la moglie vivesse «in continui mentali spasimi, ardendo da un canto di costì rivedere il cadente quasi ottuagenario genitore, e dall'altro temendo che l'intollerante consorte non torni, non esaudito, nel pristino disordine, con evidente pericolo di perdervi l'anima». Il 4 aprile il cardinale rispose: «non avendo il signor Cagliostro alcun pregiudizio nello Stato Pontificio, non ha Egli bisogno del salvacondotto». Con lettere di raccomandazione indirizzate a vari cardinali romani, il 17 maggio Cagliostro partì da Trento con Lorenza e dopo dieci giorni giunse a Roma.
Alloggiarono dapprima in una locanda in piazza di Spagna e poi presso i parenti della moglie a Campo de' Fiori. Non ottenne l'udienza papale che dichiarava di volere e pensò di tornare invece in Francia, e a questo scopo indirizzò all'Assemblea francese un Memoriale, che fu però sequestrato dalla gendarmeria romana non appena consegnato alla posta.
Avvicinato da due spie dello Stato Pontificio, Matteo Berardi e Carlo Antonini, che gli chiesero di accoglierli nella Massoneria, Cagliostro, senza sospettare nulla, fece loro compiere le cerimonie iniziatiche, violando così la norma dello Stato pontificio che vietava, pena la morte, l'organizzazione di società massoniche. I due sparirono subito dopo, ma Cagliostro riuscì ad affiliare alla Massoneria un frate cappuccino, Francesco Giuseppe da San Maurizio.

### Processo e condanna

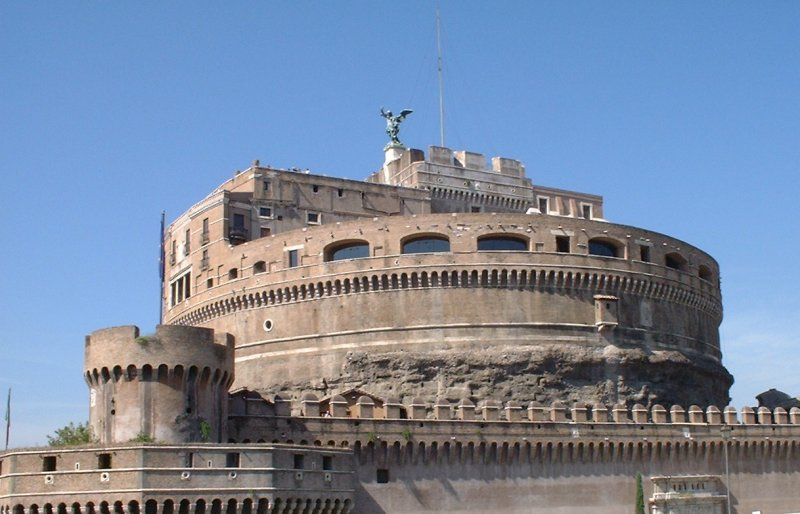
Castel Sant'Angelo

In settembre, Lorenza denunciò Cagliostro al parroco di Santa Caterina della Rota, e la denuncia venne trasmessa il 5 dicembre all'Inquisizione: all'ultimo momento, Lorenza si era rifiutata di firmarla, ma venne ugualmente acquisita e si aggiunse a quelle del 27 novembre a nome del padre di Lorenza, Giuseppe Feliciani, e della spia Carlo Antonini. Il 27 dicembre 1789, a seguito di una riunione cardinalizia cui presenziarono il papa Pio VI e il Segretario di Stato, Cagliostro, la moglie e fra' Giuseppe furono arrestati. Cagliostro venne rinchiuso in Castel Sant'Angelo, Lorenza nel convento di Sant'Apollonia a Trastevere e il cappuccino nel convento dell'Ara Coeli.
Contro Cagliostro furono mosse accuse gravissime: esercizio dell'attività di massone, magia, bestemmie contro Dio, Cristo, la Madonna, i santi e la religione cattolica, lenocinio, falso, truffa, calunnia e pubblicazione di scritti sediziosi; erano fondate in gran parte sulle dichiarazioni della moglie e su scritti e dichiarazioni rilasciate nel corso degli anni da Cagliostro ed erano punite con la morte.
La linea difensiva dell'avvocato di Balsamo, Carlo Costantini, consistette nel far passare il suo assistito per un semplice ciarlatano, in modo da togliere ogni credibilità a quanto Cagliostro avesse mai scritto e sostenuto, relativamente almeno alle sue posizioni ideologiche, considerate di maggiore gravità, perché facevano di lui un eresiarca. Per il resto, l'avvocato cercò di far passare Lorenza come una prostituta, una donna immorale e pertanto inattendibile: lei, «moglie, complice impunita e prostituta non può sicuramente somministrare non già una prova, ma nemmeno un indizio per aprire l'inquisizione», dal momento che, secondo la difesa di Balsamo, se Lorenza diceva il vero era colpevole quanto il marito.
Stabilito che gli ordinari rituali massonici erano di per sé suscettibili dell'accusa di eresia, quelli della Massoneria Egizia di Cagliostro furono giudicati certamente eretici. Per provarlo, nel corso degli interrogatori i giudici del Sant'Uffizio trascinarono Giuseppe in discussioni teologiche: la sua ignoranza intorno alle più elementari nozioni di catechismo finì per aggravare la sua posizione. Consapevole della situazione disperata in cui si trovava, il 14 dicembre 1790 Cagliostro scrisse al papa:

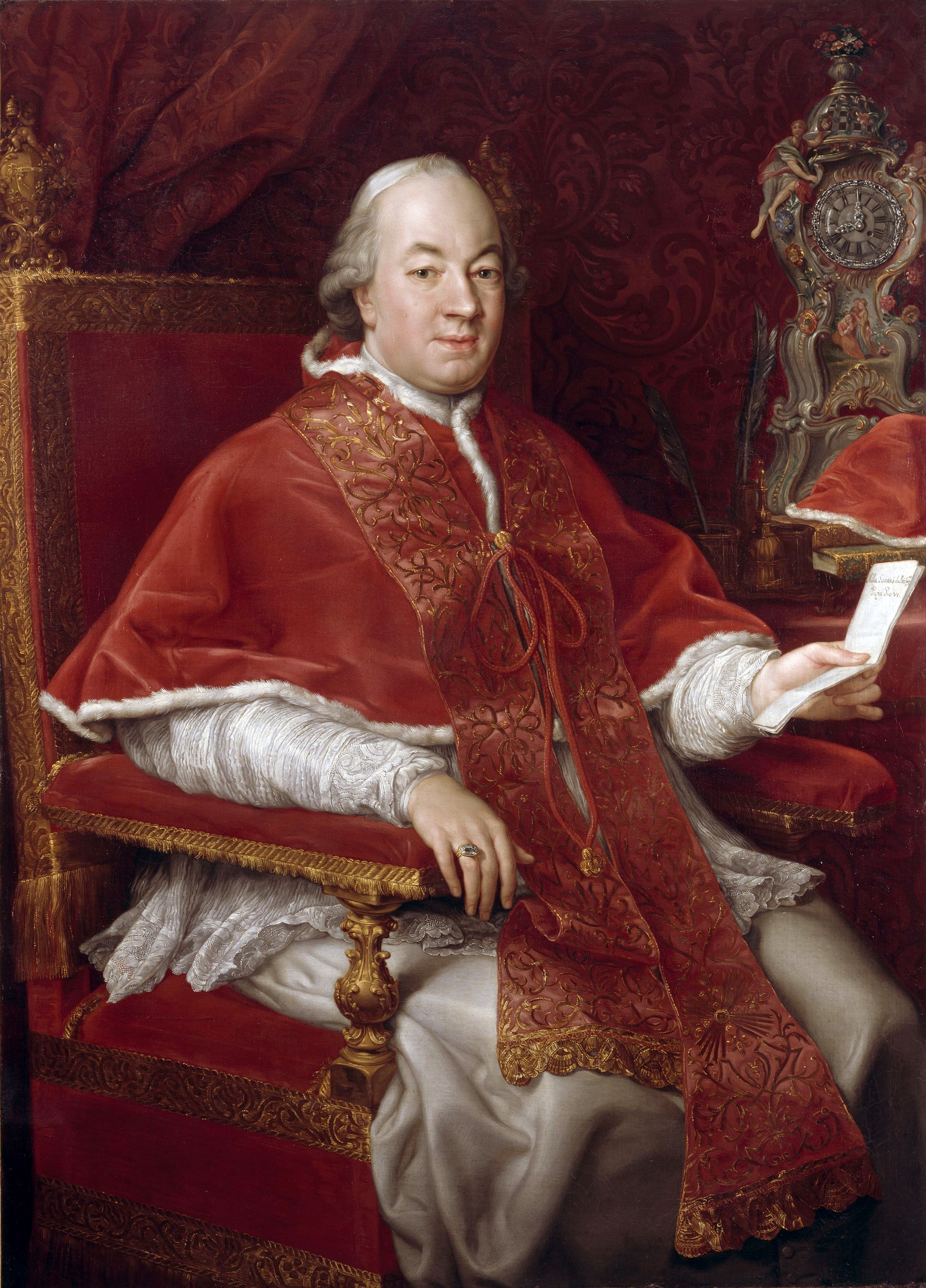
Papa Pio VI

Giuseppe Balsamo, proteso ai piedi della S. V., reo di essere fondatore di una società massonica (senza però che sapesse che sì fatte società fossero proibite dalla Santa Sede) alla quale società diede una Costituzione non composta da lui, ma cavata da un libro manoscritto che gli venne alle mani in Inghilterra, sotto il nome di Giorgio Cofton, purgato da lui, come credette da tutto ciò che vi era di cattivo, e ben si persuadeva di averlo fatto quanto bastasse perché, data da leggere la detta costituzione al cardinal di Rohan e all'arcivescovo di Bourges, non fu da essi avvertito che vi fosse dentro qualche cosa di male, ma fu soltanto dal secondo consigliato a levarvi le due quarantene per la rigenerazione fisica e morale come due inezie, delle quali due pratiche perciò non ne ha mai fatto uso.
Ora, istruito dal P. Contarini che nella costituzione suddetta vi sono cose cattive e contrarie alla S. Fede Cattolica, da lui ritenuta mai sempre fermamente nel cuore, egli le detesta e si protesta disposto ad abiurarle tutte nella maniera che gli sarà imposta dal S. Tribunale, e a subire quelle pene che merita il suo gravissimo fallo; e pentito di vero cuore ne domanda umilmente perdono al Signore e lo spera dalla sua infinita misericordia, benché se ne riconosca indegno.
Indi, rivolto alla Paterna clemenza della Santità Vostra, implora con calde lagrime pietà solamente per l'anima sua, supplicandola di dar rimedio allo scandalo gravissimo da lui dato al Mondo, ancorché questo si debba fare con lo strazio più crudele e pubblico della sua persona.
Della Santità Vostra indegnissimo figlio Giuseppe Balsamo peccatore pentito.»
Il 7 aprile 1791 il Sant'Uffizio emise la sentenza:
A titolo però di grazia speciale, gli si commuta la pena della consegna al braccio secolare nel carcere perpetuo in una qualche fortezza, ove dovrà essere strettamente custodito, senza speranza di grazia. E fatta da lui l'abjura come eretico formale nel luogo della sua attual detenzione, venga assoluto dalle censure, ingiungendogli le dovute salutari penitenze.
Il libro manoscritto che ha per titolo Maçonnerie Égyptienne sia solennemente condannato come contenente riti, proposizioni, dottrina e sistema che spiana una larga strada alla sedizione, ed è distruttivo della religion cristiana, superstizioso, blasfemo, empio ed ereticale. E questo libro stesso sia pubblicamente bruciato dal ministro di giustizia insieme cogl'istromenti appartenenti alla medesima setta. Con una nuova Costituzione Apostolica si confermeranno e rimuoveranno non meno le Costituzioni de' Pontefici Predecessori, quanto anche l'accennato Editto di Segreteria di Stato proibitivi delle Società e Conventicole de' Liberi Muratori, facendosi nominatamente menzione della Setta Egiziana, e dell'altra volgarmente chiamata degli Illuminati, con stabilirsi contro tutte le più gravi pene corporali e segnatamente quelle degli eretici contro chiunque o si ascriverà o presterà a favore di tali sette.»
Il cappuccino Francesco Giuseppe di San Maurizio fu condannato a dieci anni, da scontare nel suo convento dell'Ara Coeli; Lorenza, la cui testimonianza fu determinante per la condanna di Cagliostro, venne assolta: tuttavia, scelse di passare i successivi quindici anni nel convento di Sant'Apollonia. Dal 1806 fu la portinaia del Collegio Germanico di piazza Sant'Apollinare, dove morì di infarto l'11 maggio 1810.

### Prigionia e morte

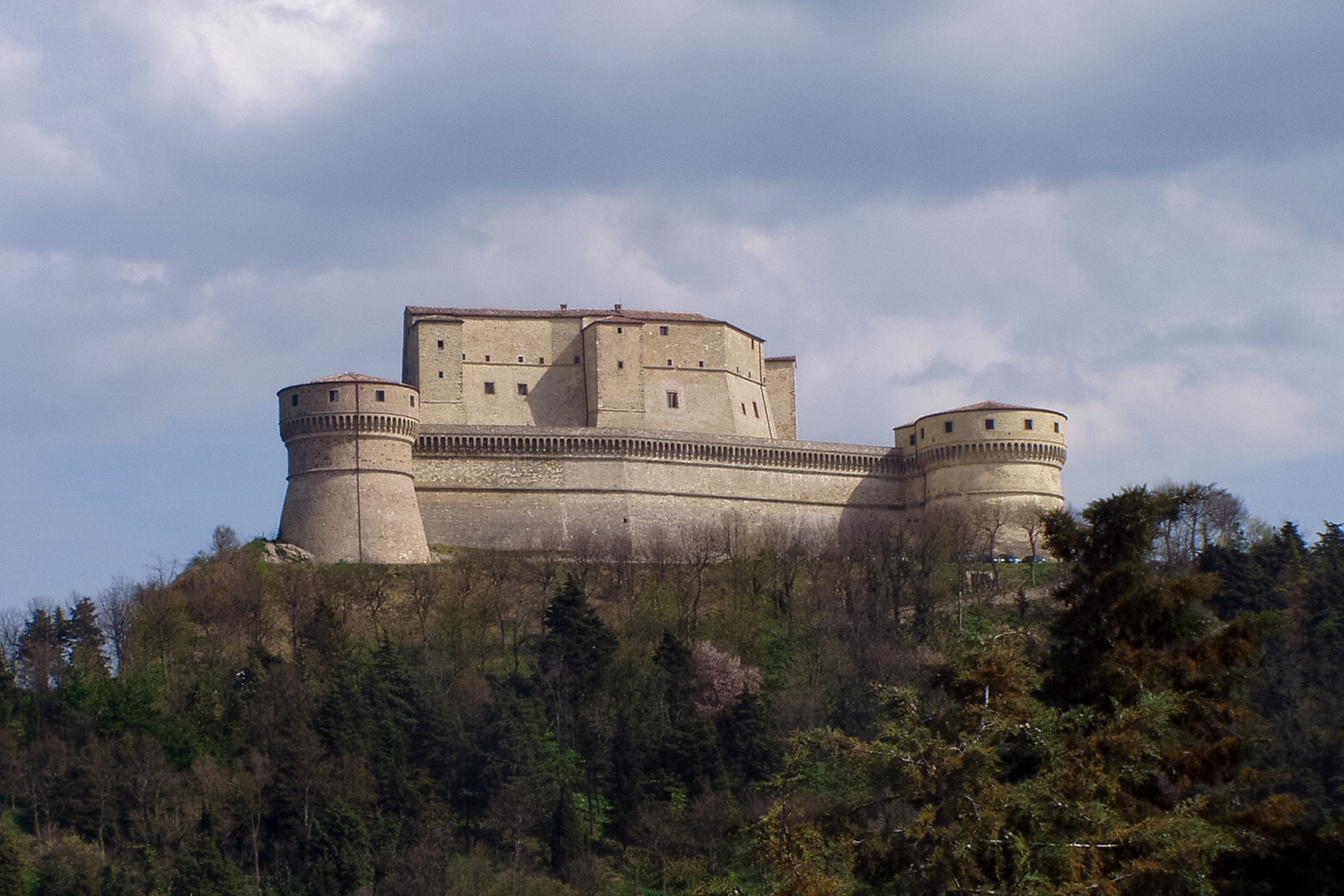
La Rocca di San Leo

Dopo avere abiurato il 13 aprile 1791 Cagliostro venne trasferito a San Leo, nell'Appennino tosco-romagnolo, per essere rinchiuso nella storica Rocca (progettata nel XV secolo da Francesco di Giorgio Martini per conto di Federico da Montefeltro). Vi arrivò il 20 aprile e l'11 settembre venne trasferito dalla cella in cui era stato recluso (la stanza del tesoro, ancora oggi visitabile), nella peggiore del carcere, chiamata il Pozzetto: si trattava di una cella priva di porta (Cagliostro vi fu calato da una botola del soffitto), delle dimensioni di dieci metri quadrati e munita solo di una finestrella dotata di una triplice serie di sbarre e appena più larga di una feritoia, da cui si potevano vedere due edifici religiosi, la Pieve di Santa Maria Assunta e il duomo di San Leo.
Il Sant'Uffizio, contravvenendo alle consuetudini, decise di rompere il segreto procedurale e rendere pubblici gli atti della causa svolta contro Cagliostro (in un "Compendio" firmato dal fiscale del tribunale Giovanni Barberi), con l'intento di convincere l'opinione pubblica della validità della sentenza, ottenendo però l'effetto contrario di consolidare ulteriormente la fama dell'avventuriero.
Inizialmente Giuseppe mostrò grande devozione, espressa da continue preghiere e frequenti digiuni. Dipinse sul muro immagini religiose e ritrasse se stesso nell'atto di battersi il petto in segno di contrizione, tenendo nell'altra mano un crocefisso, disegnò anche una Maddalena in penitenza. Ben presto, però, iniziò a dare segni di instabilità psichica, segnata da violente ribellioni e da crisi mistiche, cui i carcerieri reagivano picchiandolo ferocemente.
Nel dicembre del 1793 ottenne il permesso di scrivere al Papa. Nella speranza di convincerlo del suo pentimento, gli scrisse di avere visioni che gli facevano credere di essere un santo, scelto da Dio per predicare al mondo la necessità di un generale ravvedimento. Non ricevette alcuna risposta e continuò a dipingere sul muro della sua cella immagini ora devote, ora blasfeme.

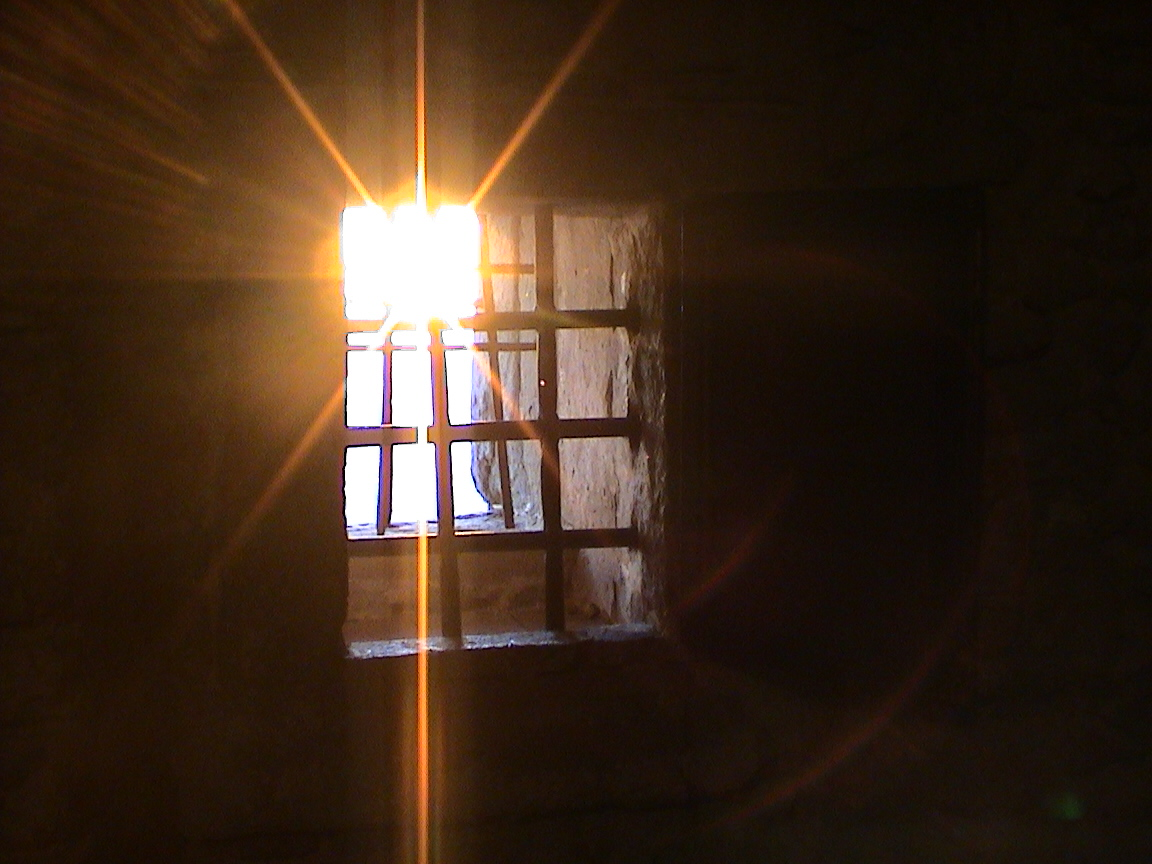
La finestra della cella di Cagliostro.

Il 23 agosto 1795 Cagliostro fu trovato semiparalizzato. Scrive il cappellano della fortezza, fra' Cristoforo da Cicerchia: «Restò in quello stato apoplettico per tre giorni, né quali sempre apparve ostinato negli errori suoi, non volendo sentir parlare né di penitenza né di confessione. Infine de' quali tre giorni Dio benedetto giustamente sdegnato contro un empio, che ne aveva arrogantemente violate le sante leggi, lo abbandonò al suo peccato ed in esso miseramente lo lasciò morire; esempio terribile per tutti coloro che si abbandonano alla intemperanza de' piaceri in questo mondo, e ai deliri della moderna filosofia. La sera del 26 fu tolto dalla sua prigione per ordine de' suoi superiori, e fu trasportato al ponente della spianata di questa fortezza di S. Leo, ed ivi fu sepolto come un infedele, indegno dei suffragi di Santa Chiesa, a cui non aveva quell'infelice voluto mai credere».
Cagliostro morì il 26 agosto 1795, verso le 22.30; fu sepolto senza cassa e senza alcuna lapide. Le truppe polacche, alleate dei francesi, che nel dicembre del 1797 conquistarono senza incontrare resistenza la Rocca, liberando i prigionieri, scoprirono il cadavere. Un uomo del posto, che aveva assistito da bambino alla tumulazione e alla estumulazione da parte dei mercenari, ci riporta che questi ultimi conservarono il cranio e lo usarono come coppa per bere alcolici.
Il suo nome è diventato sinonimo di "avventuriero" e "imbroglione".

## Controversie sulla sua reale identità

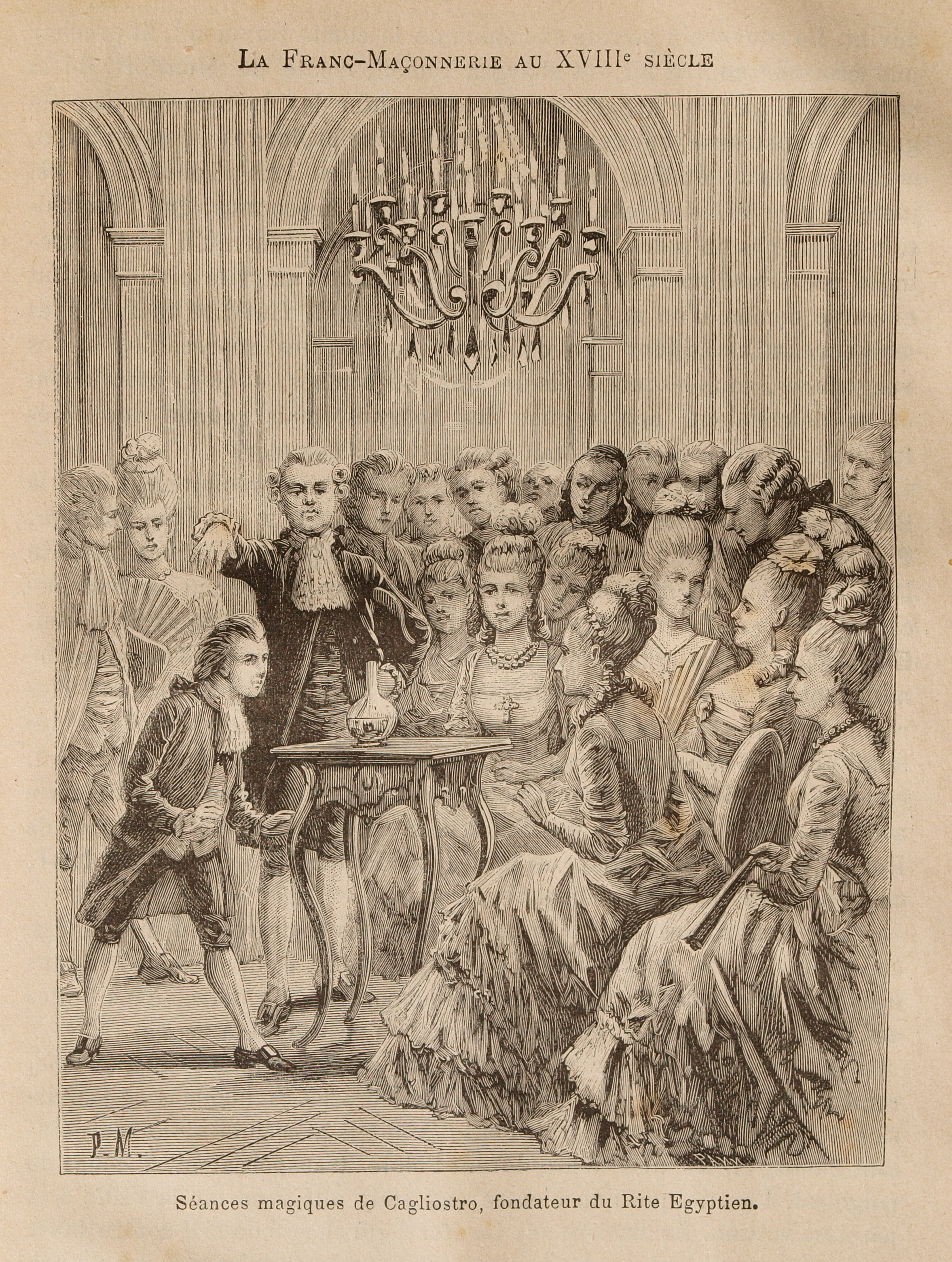
Cagliostro, disegno di Pierre Méjanel

Da alcune ricerche storiche risulterebbe che il conte Alessandro di Cagliostro, di presunta origine portoghese, e il palermitano Giuseppe Balsamo siano state due persone differenti. Così sostengono anche in un recente libro due studiosi - padre e figlio - Raffaele e Tommaso De Chirico.
La confusione tra i due personaggi sarebbe stata voluta dai nemici di Cagliostro, in primis l'Inquisizione, che avrebbero pagato Balsamo e sua moglie per recitare il ruolo di Cagliostro come un impostore truffaldino e screditarlo così agli occhi del popolo. Lo stesso Cagliostro, peraltro senza far chiarezza sulla sua reale identità, disse a proposito di se stesso al Procuratore generale di Parigi nel 1786:
Io non sono di nessuna epoca e di nessun luogo; al di fuori del tempo e dello spazio, il mio essere spirituale vive la sua eterna esistenza e se mi immergo nel mio pensiero rifacendo il corso degli anni, se proietto il mio spirito verso un modo di vivere lontano da colui che voi percepite, io divento colui che desidero.
Partecipando coscientemente all'essere assoluto, regolo la mia azione secondo il meglio che mi circonda. [...]
Io sono colui che è.
Non ho che un padre; diverse circostanze della mia vita mi hanno fatto giungere a questa grande e commovente verità; ma i misteri di questa origine e i rapporti che mi uniscono a questo padre sconosciuto, sono e restano i miei segreti. [...]
Ma ecco: sono nobile e viandante, io parlo e le vostre anime attente ne riconosceranno le antiche parole, una voce che è in voi e che taceva da molto tempo risponde alla chiamata della mia; io agisco e la pace rinviene nei vostri cuori, la salute nei vostri cuori, la speranza e il coraggio nelle vostre anime.
Tutti gli uomini sono miei fratelli, tutti i paesi mi sono cari, io li percorro ovunque, affinché lo Spirito possa discendere da una strada e venire verso di noi.
Io non domando ai Re, di cui rispetto la potenza, che l'ospitalità sulle loro terre e, quando questa mi è accordata, passo, facendo attorno a me il più bene possibile: ma non faccio che passare. Sono un nobile viandante? [...]
Io sono Cagliostro.»

## Nella cultura di massa

### Cinematografia
- Cagliostro (Der Graf von Cagliostro), regia di Reinhold Schünzel, 1920.
- Gli spadaccini della Serenissima (Black Magic), regia di Gregory Ratoff, 1949.
- Balsamus, l'uomo di Satana, regia di Pupi Avati, 1968. Ambientato in epoca contemporanea, presenta un ciarlatano di nome Giuseppe Balsamo.
- Les Expériences érotiques de Frankenstein, regia di Jesús Franco, 1972.
- Cagliostro, regia di Daniele Pettinari, 1975.
- Lupin III - Il castello di Cagliostro, regia di Hayao Miyazaki, 1979. Qui Cagliostro è il nome di un piccolo Stato indipendente situato sulle Alpi.
- Formula dell'amore, regia del sovietico Mark Zakharov, 1984.
- Nel film Hudson Hawk - Il mago del furto del 1991, i protagonisti, tra cui Bruce Willis, Danny Aiello insieme ad Andie MacDowell, sono coinvolti nel dar la caccia ai segreti alchemici di Cagliostro.
- L'intrigo della collana (The Affair of the Necklace), regia di Charles Shyer, 2001.
- Il ritorno di Cagliostro, regia di Ciprì e Maresco, 2006.
- Nel film Doctor Strange del 2016 si parla di un libro riguardante il conte Cagliostro.

### Televisione
- La serie anime Le Chevalier D'Eon ha, tra i suoi personaggi, Cagliostro.
- Nella serie TV La porta rossa 2 è presente un libro con il nome I misteri del conte di Cagliostro.
- Lupin III - La partita italiana, regia di Kazuhide Tomonaga e Yûichirô Yano, 2016. Venticinquesimo special televisivo di Lupin III che verte su un'eredità lasciata da Giuseppe Balsamo, a cui è collegato anche l'affare della collana.

### Musica
- Ildebrando Pizzetti, Cagliostro (dramma in quattro parti), 1952.
- Johann Strauss, Cagliostro a Vienna (operetta in tre atti), 1875.

### Narrativa
- Alexandre Dumas, Giuseppe Balsamo, 1848.
- Alexandre Dumas, La collana della regina, 1850.
- Michail Kuzmin, La prodigiosa vita di Giuseppe Balsamo, conte di Cagliostro, 1919.
- Aleksej Nikolaevič Tolstoj, Il conte di Cagliostro (Граф Калиостро), 1921.
- Maurice Leblanc, La contessa di Cagliostro, avventura di Arsène Lupin alle prese con la progenie di Giuseppe Balsamo.
- Luigi Natoli, Cagliostro, il grande avventuriere, 1952.
- Arkadij e Boris Strugackij, Lunedì inizia sabato, 1965.
- Sergio Campailla, La Divina Truffa, Milano, Bompiani, 2008.
- Massimo Siviero, Mater munnezza, Napoli, Cento Autori, 2011.
- Vittorio Giacopini, Nello specchio di Cagliostro. Un sogno a Roma, Milano, Il Saggiatore, 2013.
- Elio Manili, Cagliostro. L'amico degli uomini, Acireale, Tipheret, 2015.
- Leo Perutz, La nascita dell'Anticristo, 1921.

### Teatro
- Joannes Yrpekh, Cagliostro, 2010.